# Skånetrafiken
Skånetrafiken ist eine Verwaltungseinheit des Landsting (deutsch: Provinziallandtag), die in der südschwedischen Provinz Skåne  (deutsch: Schonen) für den öffentlichen Personennahverkehr verantwortlich ist. Sie übernimmt Planung, Auftragsvergabe und Marketing, betreibt jedoch selbst keine Verkehrslinien, sondern vergibt diese in einem öffentlichen Ausschreibungsverfahren an unterschiedliche Verkehrsunternehmen.
Die Gründung erfolgte zwei Jahre nach der Fusion von Kristianstads län und Malmöhus län im Jahr 1997. Die Region Skåne län wurde im Jahr 1998 gegründet und  übernahm dann die Verantwortung der beiden Unternehmen Kommunalförbundet för Malmöhus Trafik und Länstrafiken Kristianstad.

## Bahn

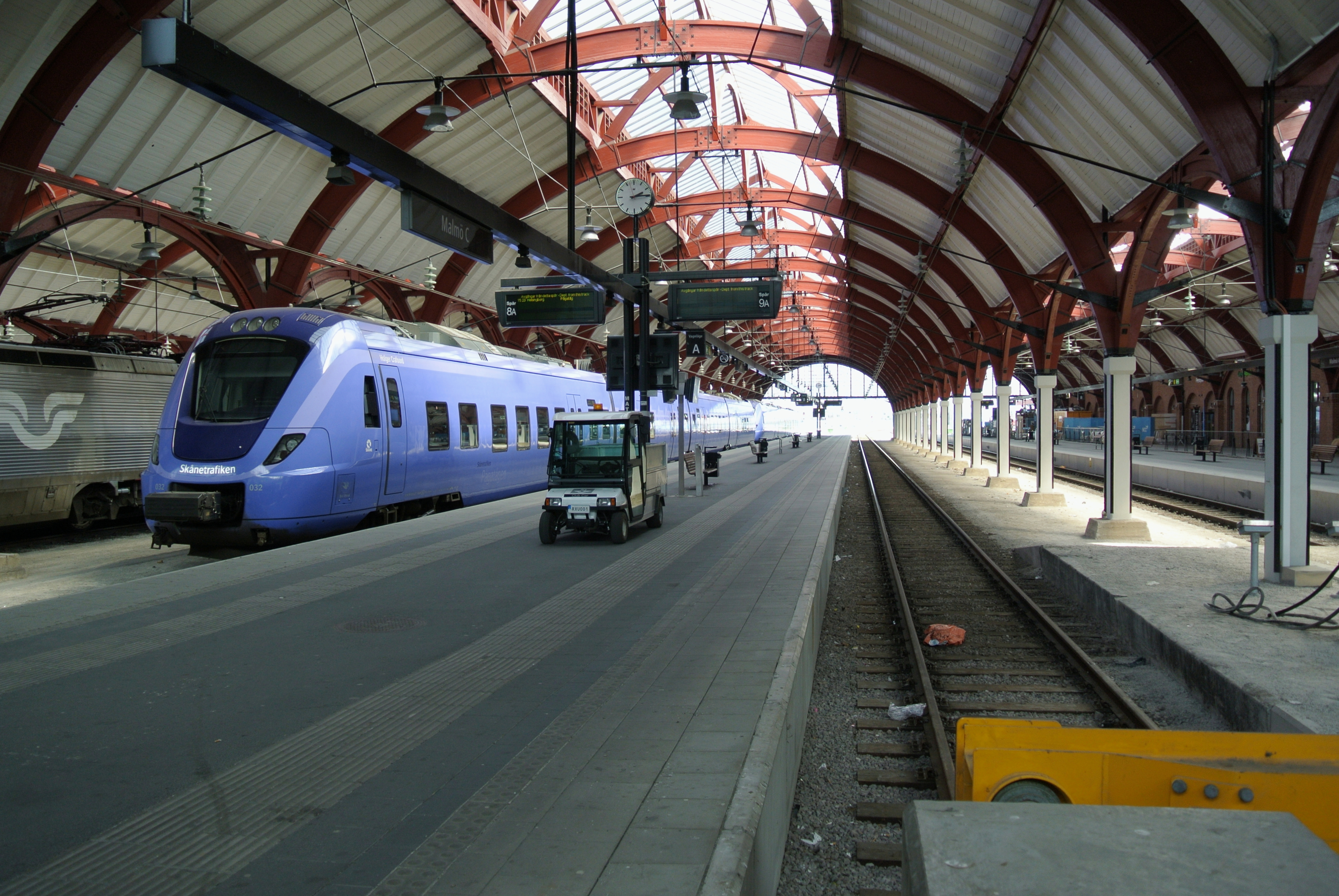
Pågatåg in Malmö

Der gesamte Schienenverkehr in der Region Provinz Skåne wird im Auftrag von Skånetrafiken betrieben. Dazu gehören Pågatåg, das den Schienenpersonennahverkehr bedient sowie Öresundståg, das den Großraum Kopenhagen über die Öresundbrücke mit Schonen verbindet. Die Züge des Pågatåg verkehren von Malmö aus nach Simrishamn über Ystad, über Lund nach Höör und Kristianstad, nach Ängelholm über Landskrona und Helsingborg sowie über Teckomatorp nach Helsingborg und von Helsingborg nach  Kristianstad über Åstorp. Skånetrafiken beteiligte sich zudem am Kustpilen-Verkehr. Am 12. Dezember 2021 wurde Kustpilen Teil von Krösatågen. Damit verschwand der Begriff Kustpilen nach dreißig Jahren.
Der Verkehrsbereich Bahn steht mit etwa 25 Millionen Reisenden für ungefähr ein Viertel des öffentlichen Personenverkehrs.
Bis zum Juni 2007 wurde der Betrieb von SJ AB (SJ) durchgeführt, danach folgte Arriva als Betreiber. SJ übernahm im Dezember 2020 über die Tochtergesellschaft SJ Öresund den Verkehr mit Öresundstågen in Schweden. Damals hatte Transdev, zuvor unter dem Namen Veolia, die Züge seit Dezember 2011 betrieben.
SJ und Öresundståg haben am 7. Februar 2022 vereinbart, die Vereinbarung mit einer Laufzeit von acht Jahren, von Dezember 2020 bis Dezember 2028, für den Öresundstågen aufzulösen. Transdev übernahm ab dem Fahrplanwechsel am 10. Dezember 2022 den Zugbetrieb mit einem Zweijahresvertrag. Im Winter 2021/22 stellte sich heraus, dass Öresundståg und SJ unterschiedliche Ansichten über die Vereinbarung hatten. Öresundståg warf SJ vor, gemachte Zusagen nicht einzuhalten. SJ war der Ansicht, dass der Mangel an Ersatzteilen und der Unterhalt in einem nicht fertiggestellten neuen Depot in Kärråkra außerhalb von Hässleholm Ursache der Diskrepanzen sei. Gekündigt wurde damit auch der Fahrzeug-Wartungsvertrag mit Mantena. Allen festangestellten Mitarbeitern von SJ Öresund wurde eine Anstellung bei Transdev gemäß den Regeln angeboten, die im Falle eines Geschäftsübergangs gelten.

## Bus

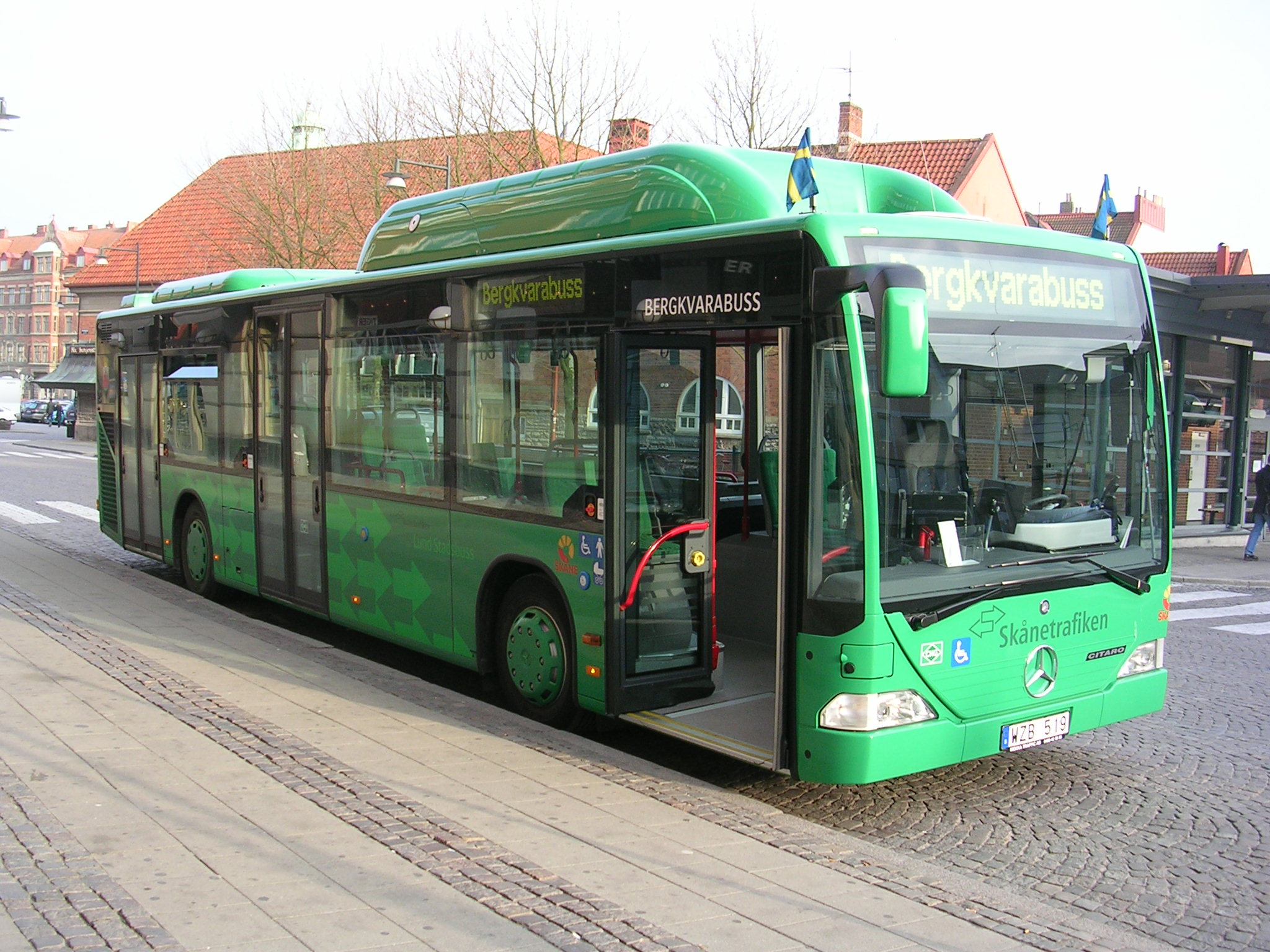
Stadtbus in Lund

Lokale und regionale Buslinien in Schonen werden ebenfalls im Auftrag von Skånetrafiken durch verschiedene Busunternehmen wie Bergkvarabuss oder Swebus AB betrieben.
Lokale Buslinien (Stadtbusse) gibt es in zehn Städten. Sie befördern etwa 50 Millionen Fahrgäste jährlich, was etwa 50 % des gesamten Personenverkehrsaufkommen im ÖPNV ausmacht.
Etwa 120 regionale Buslinien verbinden die verschiedenen Orte in Schonen miteinander. Größere Orte werden durch Expressbusse miteinander verbunden.

## Obus

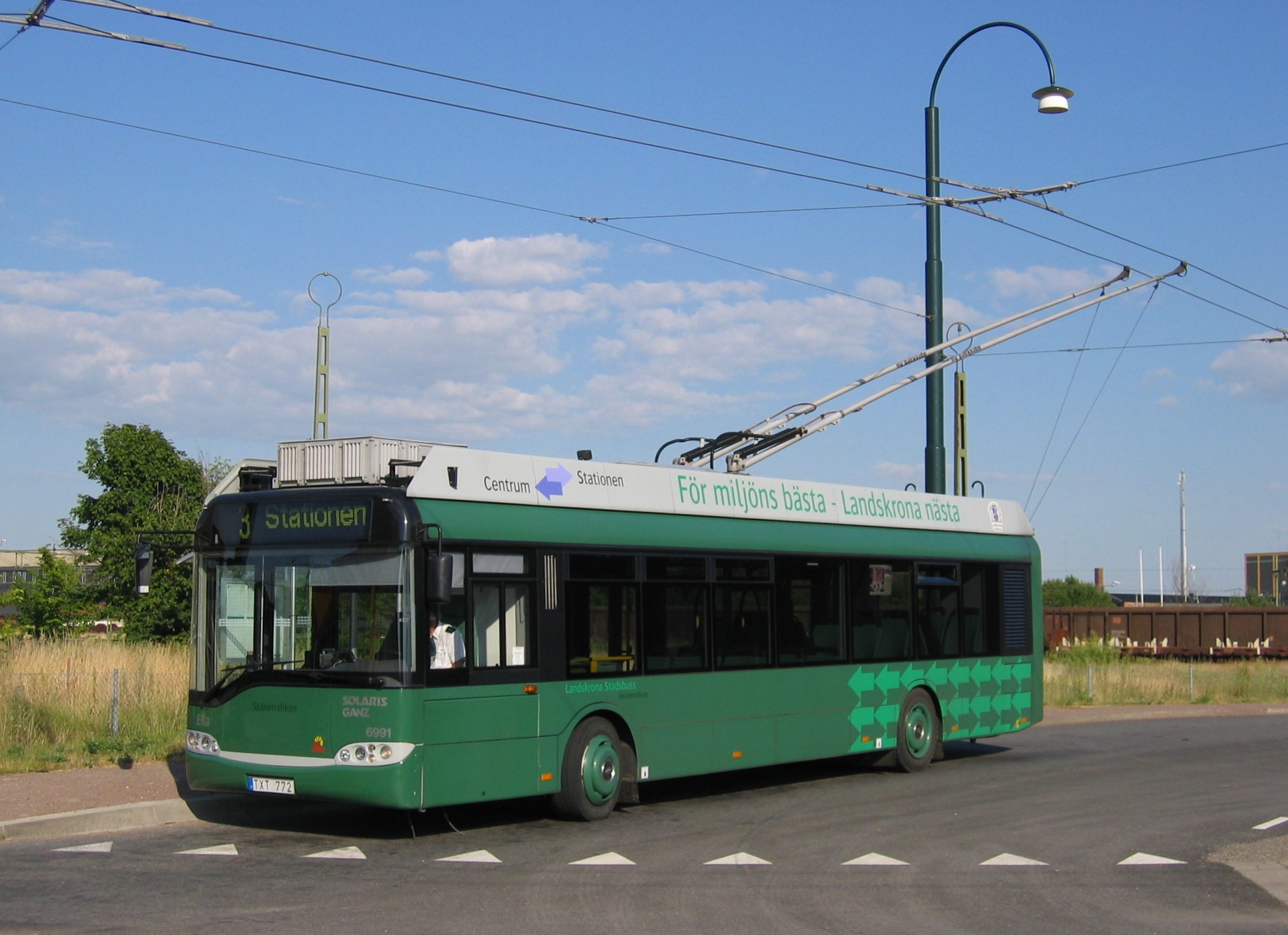
Obus in Landskrona

In der Stadt Landskrona gibt es den einzigen Obusbetrieb in Schweden. Die Linie führt vom Bahnhof in die Innenstadt und ist rund drei Kilometer lang. Da eine Straßenbahn als zu teuer und eine konventionelle Buslinie als zu unattraktiv angesehen wurde, wurde am 30. Januar 2003 mit dem Bau der Strecke begonnen und der Linienverkehr am 15. September des gleichen Jahres aufgenommen. 39 Jahre zuvor hatte der letzte schwedische Obus in Göteborg seinen Dienst eingestellt.

## Straßenbahn

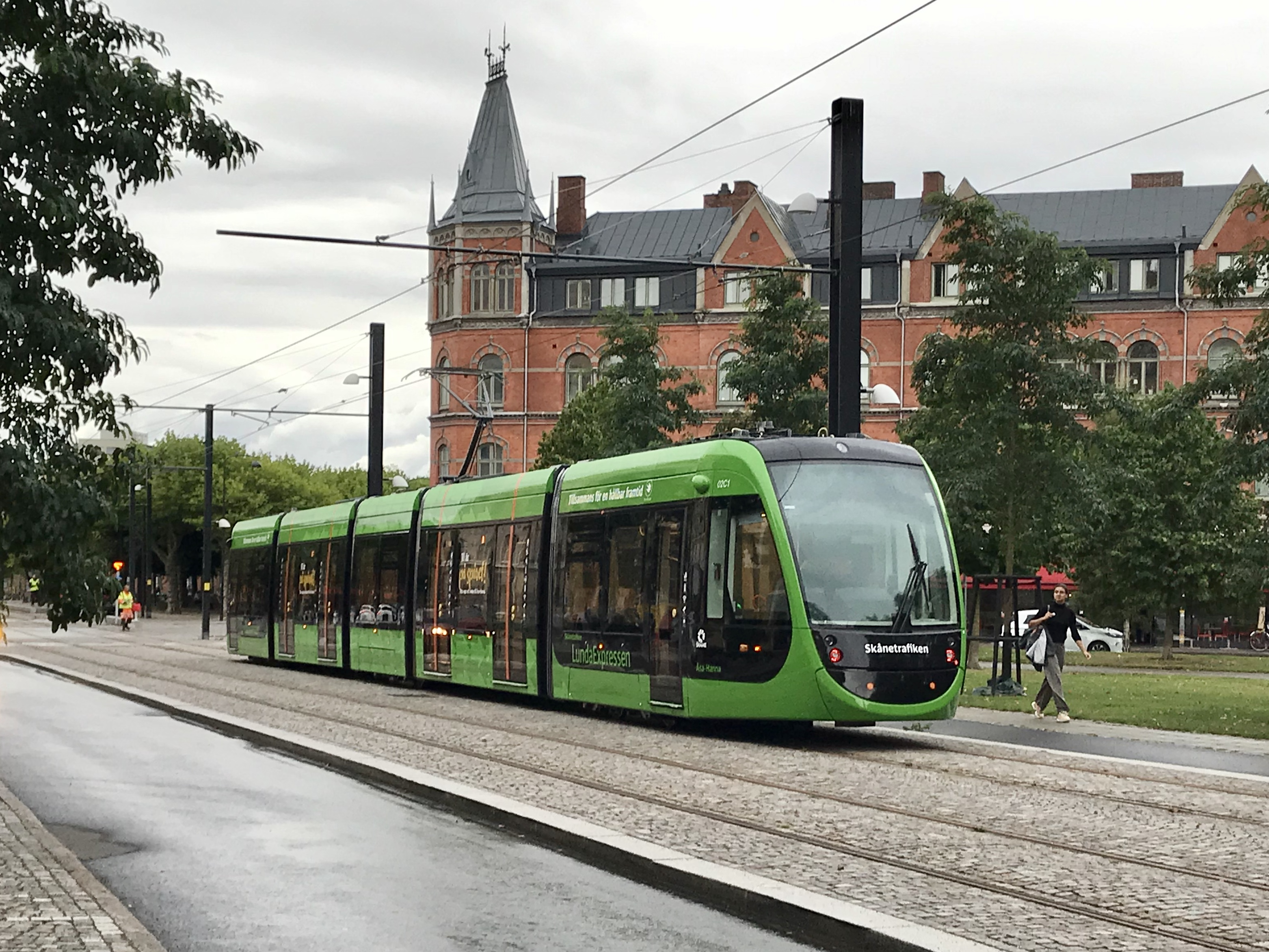
Straßenbahn Lund

Mit der Straßenbahn Lund, die ursprünglich 2019 eröffnet werden sollte und die am 12. Dezember 2020 in Betrieb ging, erhielt Skånetrafiken zu Pågatåg, Regionbuss und Stadsbuss ein weiteres Betätigungsfeld in seinem Portfolio.